# شهرستان مالویاروسلاوتسکی
شهرستان مالویاروسلاوتسکی (به لاتین: Maloyaroslavetsky District) یک شهرستان در روسیه است که در استان کالوگا واقع شده‌است.